# مزرعة نو (أصفهان)
مزرعة نو هي قرية في مقاطعة أصفهان، إيران. عدد سكان هذه القرية هو 22 في سنة 2006.